# Enea Jorgji
Enea Jorgji (Elbasan, Albania, 15 de agosto de 1984) es un árbitro de fútbol de Albania que pertenece a la UEFA desde el año 2011, adscrito al comité albanés, arbitra partidos en la Superliga de Albania desde el 2002.

## Trayectoria
El 5 de julio de 2012, Jorgji dirige su primer partido en el contexto Europeo, fue entre el FC Twente y la UE Santa Coloma en la primera ronda de clasificación de la Europa League; terminó en el 6-0 para el equipo local, mostró cinco tarjetas amarillas, dos de ellas para el mismo jugador.
Su primer partido internacional fue el 10 de octubre de 2015, un Kosovo que ganó 2-0 a Guinea Ecuatorial. Durante este choque Jorgji enseñó tres tarjetas amarillas, dos de ellas para el mismo jugador (Liridon Krasniqi), que tuvo que abandonar el campo.

## Internacional

### Selecciones
| Fecha                   | Lugar                      | Equipos                        | Resultado | Competición                                          | Amonestado | Otorgado · Expulsado | Expulsado |
| ----------------------- | -------------------------- | ------------------------------ | --------- | ---------------------------------------------------- | ---------- | -------------------- | --------- |
| 10 de octubre de 2015   | Pristina, Kosovo           | Kosovo – Guinea Ecuatorial     | 2 – 0     | Partido amistoso                                     | 2          | 1                    | 1         |
| 29 de marzo de 2016     | Skopje, Macedonia          | Macedonia del Norte – Bulgaria | 0 – 2     | Partido amistoso                                     | 5          | 0                    | 0         |
| 1 de septiembre de 2017 | Serravalle, San Marino     | San Marino – Irlanda del Norte | 0 – 3     | Clasificación para la Copa Mundial de Fútbol de 2018 | 4          | 0                    | 0         |
| 4 de octubre de 2017    | Zabrze, Polonia            | Alemania – Bielorrusia         | 5 – 1     | Eurocopa Sub-19 2018                                 | 3          | 1                    | 1         |
| 7 de octubre de 2017    | Chorzów, Polonia           | Polonia – Bielorrusia          | 3 – 0     | Eurocopa Sub-19 2018                                 | 0          | 0                    | 0         |
| 9 de noviembre de 2017  | Leuven, Bélgica            | Bélgica – Chipre               | 3 – 2     | Clasificación para la Eurocopa Sub-21 de 2019        | 4          | 0                    | 0         |
| 13 de noviembre de 2017 | Kosovska Mitrovica, Kosovo | Kosovo – Letonia               | 4 – 3     | Partido amistoso                                     | 3          | 0                    | 0         |
| 22 de marzo de 2018     | La Valeta, Malta           | Malta – Luxemburgo             | 0 – 1     | Partido amistoso                                     | 2          | 0                    | 0         |

### Clubes
| Fecha                 | Lugar                   | Equipos                         | Resultado | Competición                                     | Amonestado | Otorgado · Expulsado | Expulsado |
| --------------------- | ----------------------- | ------------------------------- | --------- | ----------------------------------------------- | ---------- | -------------------- | --------- |
| 30 de junio de 2016   | Székesfehérvár, Hungría | Videoton FC – Zaria Balti       | 3 – 0     | 1ª Ronda Clasificatoria Europa League           | 3          | 1                    | 1         |
| 12 de julio de 2016   | Salzburgo, Austria      | Red Bull Salzburgo – FK Liepaja | 1 – 0     | 2ª Ronda Clasificatoria Champions League        | 2          | 0                    | 0         |
| 12 de julio de 2017   | Borisov, Bielorrusia    | Bate Borisov – Alashkert        | 1 – 1     | 2ª Ronda Clasificatoria Champions League        | 1          | 0                    | 0         |
| 27 de julio de 2017   | Gdynia, Polonia         | Arka Gdynia – FC Midtjylland    | 3 – 2     | 3ª Ronda Clasificatoria Europa League           | 2          | 0                    | 0         |
| 18 de octubre de 2017 | Haifa, Israel           | Maccabi Haifa – FK Brodarac     | 0 – 1     | 1ª Ronda Clasificatoria Liga Juvenil de la UEFA | 6          | 0                    | 0         |